# Насибу Эммануэль
Насибу Эммануэль Абиссинский (амх. ነሲቡ ዘአማኑኤል; 1893 — 16 октября 1936) — генерал и национальный герой Эфиопии.

## Биография
Насибу Эммануэль командовал наиболее боеспособной группой войск на южном фронте во второй итало-эфиопской войне с 3 октября 1935 по 7 мая 1936 года.
Когда эфиопская армия перестала существовать, разрозненные отряды продолжали сопротивление. Среди тех, кто возглавлял партизанскую войну, был и генерал Насибу. Вместе со всеми солдатами он сражался до последнего патрона. По одной версии — он пустил последнюю пулю себе в голову по другой — израненного Насибу вывезли в Швейцарию. Из-за уважения к проявленному им беспредельному мужеству его пытались вылечить, но безуспешно.